# Тиндеманс, Лео
Лео Тиндеманс (нидерл. Leonard Clemence Tindemans; 16 апреля 1922, Звейндрехт — 26 декабря 2014, Эдегем) — бельгийский государственный деятель, премьер-министр Бельгии с 25 апреля 1974 года до 20 октября 1978 года. Член Христианской народной партии. Депутат Европарламента в 1979—1981 гг. и 1989—1999 гг.

## Молодость и начало политической деятельности
Образование получил в университетах Лувена и Гента. В 1962 г. прошёл курс политических наук в Гарвардском университете в США.

Политическую деятельность начал членом, а позднее лидером фламандского крыла Социально-христианской партии. С 1961 г. — депутат парламента.

## Политическая карьера
В течение своей продолжительной политической карьеры Тиндеманс оставался верен консервативной Христианской народной партии (в конце XX века партия стала называться «Христианские демократы и фламандцы»), популярной в северо-западной части страны. Первым крупным успехом Тиндеманса стало избрание мэром города Эдегем, этот пост он занимал в 1965—1976 гг. В нескольких кабинетах, сформированных его однопартийцами, занимал министерские посты.
В 1968—1972 гг. — министр по делам местного самоуправления Бельгии;
В 1972—1973 гг. — министр по делам среднего и малого бизнеса, свободных профессий и сельского хозяйства;
В 1973—1974 гг. — вице-премьер и министр бюджета, ответственный за проведение институциональных реформ;
В 1974—1978 гг. занимал пост премьер-министра.
В 1979—1981 гг. — председатель Христианской народной партии, в 1979—1985 гг. — председатель Европейской народной партии.
В 1981—1989 гг. — министр внешних сношений (иностранных дел).
В 1989 — депутат Европарламента.
После ухода с поста премьер-министра успешно баллотировался в Европарламент, собрав в свою пользу 983 тысячи голосов, рекорд, не превзойдённый в Бельгии до сих пор.
Лео Тиндеманс активно участвовал в процессах европейской интеграции. За свою деятельность в 1976 удостоен Международной премии Карла Великого.

## Группа Тиндеманса
В 1994—1995 гг. сформировалась группа из 48 политиков и общественных деятелей Европейского Союза, обсуждавшая перспективы интеграции в ЕС государств Центральной и Восточной Европы. Наиболее видным участником и формальным лидером этой группы был Лео Тиндеманс. Группа вступила в полемику с Межправительственной конференцией (IGC), настаивая на необходимости получить согласие жителей ЕС при включении новых государств-участников. Манифестом группы Тиндеманса стал отчёт «Европа: ваш выбор» («Europe: Your choice»), где описывалось пять сценариев будущего развития Евросоюза. На этом деятельность группы прекратилась.
Автор ряда работ по экономическим и внутриполитическим проблемам Бельгии, а также по общеевропейским проблемам.